# Orso d'argento per la miglior interpretazione da non protagonista
L'Orso d'argento per la miglior interpretazione da non protagonista (Silberner Bär/Beste Schauspielerische Leistung in einer Nebenrolle) è un premio cinematografico assegnato dalla giuria internazionale del Festival di Berlino al miglior non protagonista dei film presentati in concorso, senza fare distinzione per genere. È stato introdotto con l'edizione del 2021 assieme all'Orso d'argento per la miglior interpretazione da protagonista, sostituendo i due premi preesistenti assegnati alla migliore attrice e al miglior attore.

## Albo d'oro

### Anni 2020
- 2021:  Lilla Kizlinger – Forest: I See You Everywhere (Rengeteg - Mindenhol látlak)
- 2022:  Laura Basuki – Before, Now & Then (Nana)
- 2023:  Thea Ehre – Bis ans Ende der Nacht
- 2024:  Emily Watson – Piccole cose come queste (Small Things Like These)[2]
- 2025:  Andrew Scott – Blue Moon